# Волынское (Москва)
Волы́нское — бывшее село к западу от Москвы, на берегах реки Сетунь, вошедшее в состав города в 1960 году; составляющая часть современных районов Москвы Очаково-Матвеевское и Фили-Давыдково.
Село Волынское было знаменито своим храмом Спаса Нерукотворного, основанным в 1703 году. Позже стало известно как место расположения резиденций высокопоставленных партийных и государственных деятелей СССР: Генерального секретаря ЦК ВКП(б) И. В. Сталина (т. н. «ближняя дача»), председателя Президиума Верховного Совета СССР М. И. Калинина, Президента СССР М. С. Горбачёва.

## История
Село Волынское является наиболее древним поселением на территории современных районов Очаково-Матвеевское и Фили-Давыдково. История села начинается в середине XIV века, когда его владельцем был Дмитрий Михайлович Боброк-Волынский — один из видных деятелей времени княжения великого князя Дмитрия Донского. Сестра великого князя, Анна, была выдана за Боброк-Волынского. Также его имя было найдено в духовной грамоте Дмитрия Донского от 1389 года.
Первое письменное упоминание о селе Волынское датируется 1572 годом, когда царь Иван Грозный в завещании отписал село с деревнями старшему сыну, царевичу Ивану Ивановичу, который так и не смог стать владельцем села, трагически погибнув через несколько лет. В итоге село досталось младшему брату, Фёдору, который и стал царём.
В дальнейшем селом стал владеть боярин князь Лобанов-Ростовский. В писцовой книге от 1623 года содержится следующее описание Волынского: «в нём с двумя деревнями (Давыдково и Очаково) и пустошами было 988,5 десятин пахотных земель, 54 двора, из которых больше половины составляли пустые и 33 души мужского пола».
Близость к Москве того времени и хорошие природные условия стали причиной того, что в первой половине XIX века Волынское стало дачным местом. В 1884 году в селе проживало 16 человек, но насчитывалось 22 дома, которые заселялись в летнее время.
Из известных людей здесь в летнее время в 1830-х годах проживал известный русский актёр Щепкин, а в 1839 году у него в Волынском гостил Гоголь.
Последними владельцами села были Кнопы — представители известной династии фабрикантов.

### При Советской власти
В 1917 году местные крестьяне разгромили имение последних владельцев села — Кнопов. Тем не менее, Волынское сохранило свой статус дачного поселения. В 1920-е годы в Волынском были построены дачи Высшей партийной школы. В 1930 году — дача М. И. Калинина, которая была расположена напротив «ближней дачи» Сталина. Там же располагался и бункер Сталина, в котором он находился во время Великой Отечественной войны, когда немцы подступали к Москве. Бункер в настоящее время поддерживается в работоспособном состоянии.
В дальнейшем на землях Волынского было организовано специальное хозяйство «Волынское-2», обслуживавшее государственные дачи.
В черту Москвы Волынское вошло в 1960 году.

## Нынешнее положение
Современное Волынское — составляющая часть микрорайона Матвеевское (район Очаково-Матвеевское, Западный административный округ), расположенная в его северной части.
На территории Волынского в настоящее время находятся: Дом ветеранов кино, Федеральное государственное бюджетное учреждение «Клиническая больница №1» Управления делами Президента Российской Федерации, знаменитая Сталинская дача, родильный дом №3 и городское тепличное хозяйство по выращиванию цветов.
Из-за близости к Кутузовскому проспекту и даче Сталина леса, прилегающие к бывшему селу Волынскому, застраиваются элитным жильём. Уже построены жилые комплексы:
- «Кутузовская ривьера»
- «Волынский»
- «Дача Сталина»
- «Ближняя Дача»